# Behren-lès-Forbach
Behren-lès-Forbach é uma comuna francesa na região administrativa do Grande Leste, no departamento de Mosela. Estende-se por uma área de 5.54 km², e possui 6.604 habitantes, segundo o censo de 2018, com uma densidade de 1.200 hab/km².